# Аристип Аргоски
Аристип (гр. Ἀρίστιππος; † 235 пр.н.е.) е древногръцки тиран на град Аргос. Възможно е дядо му да е бил друг тиран носил името Аристип, но поставен на власт от македонския цар Антигон II Гонат през 272 г. пр.н.е.. Баща му е тиранът Аристомах Стари, който е убит през 240 г. пр.н.е. от роби и след чиято гибел Аристип поема властта над града.
Аргос бива атакуван от ахейския стратег Арат вероятно още в същата година, в която Аристип поема властта. Заради това нападение извършено в мирно време ахейците са изправени на съд в независимия град Мантинея и осъдени да платят на Аристип и Аргос 30 мини обезщетение, което най-вероятно е била символична сума.
През 235 г. пр.н.е. Аргос отново е атакуван от Арат, но Аристип успява да отблъсне два пъти преките ахейски атаки. Това принуждава ахейския стратег да промени тактиката си и той успява да подмами Аристип да атакува град Клеоне, което довежда и до смъртта на аргоския тиран. Разбирайки за случилото се братът на Аристип, носещ името, Аристомах действа бързо и овладява властта в Аргос като с помощта на македонски войници запазва съюза с цар Деметрий II.